# Maria Rosa Lojo

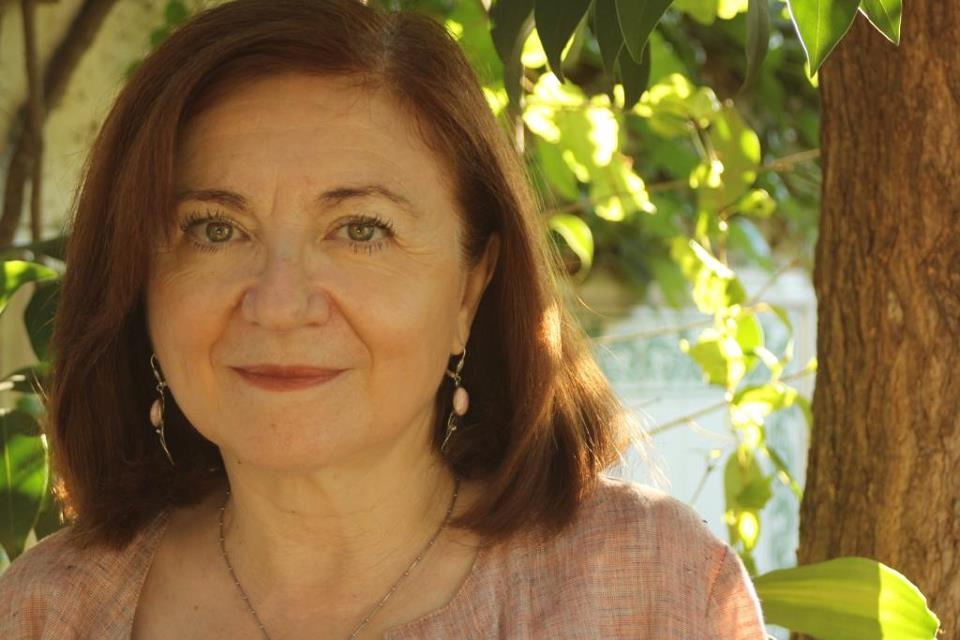
Uma foto da escritora María Rosa Lojo, em sua casa em Castelar (2014).

María Rosa Lojo (nascida em 1954) é uma autora nascida em Buenos Aires .  Ela dirige dois projetos de pesquisa e oferece um seminário de doutorado na Universidad del Salvador . Ela é colaboradora de longa data do Suplemento Literário de La Nación em Buenos Aires. Além disso, coordenou a equipe internacional de pesquisadores que elaborou a edição crítica de Sobre héroes y tumbas, de Ernesto Sabato, para o acervo arquivístico da UNESCO . Ela foi convidada para representar a Argentina em feiras e congressos internacionais e também atua como jurada em concursos literários.

## Trabalhos
Sua obra publicada inclui três livros de poesia; "os romances La pasión de los nómades ( A Paixão dos Nômades, 1994)", "La princesa federal ( A Princesa Federalista, 1998)", "Una mujer de fin de siglo ( Uma Mulher do Fim do Século, 1999)", "Las Libres del Sur ( Mulheres Livres do Sul, 2004)" e Finisterre (2005);  e as coletâneas de contos Historias ocultas en la Recoleta ( Histórias Escondidas na Recoleta, 2000) e Amores insólitos de nuestra historia ( Amores Singulares, 2001). Finisterre foi traduzido para o galego e publicado como A fin da terra (Galaxia, 2006). As traduções para o inglês de sua poesia e prosa de Brett Alan Sanders apareceram em The Saint Ann's Review, Chelsea, Stand Magazine, The Antigonish Review, Perihelion, Artful Dodge, Event, New Works Review, Hunger Mountain, Rhino, Mudlark: An Electronic Journal of Poetry & Poetics, Contemporary Verse 2, PRISM International e The Dirty Goat. 

## Família
Seu pai, um republicano da Galícia, exilou-se na Argentina após a Guerra Civil . 

## Links externos
- Site María Rosa Lojo